# Бідзенівська кераміка

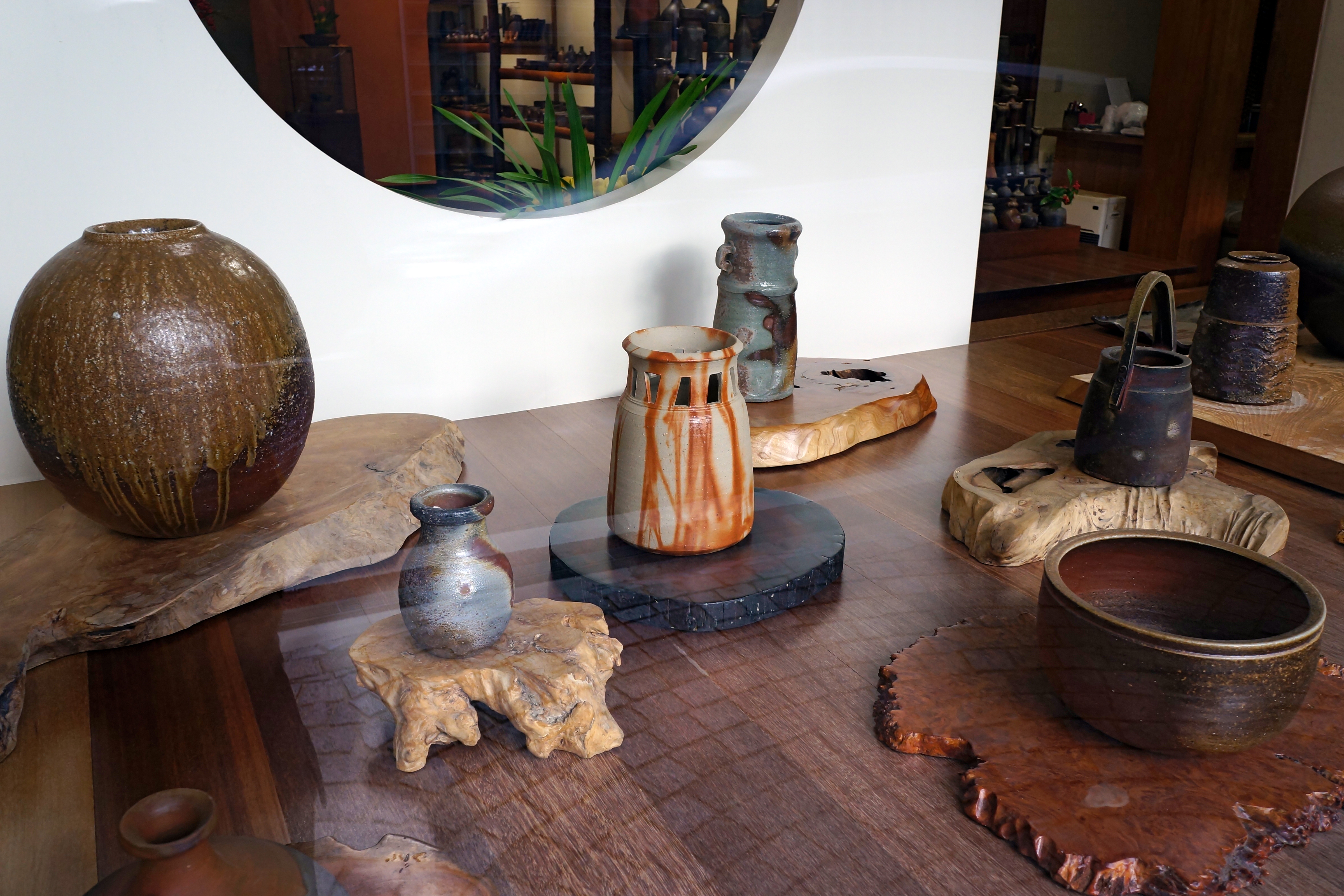
Бідзенівська кераміка

Бідзенівська кераміка (яп. 備前焼, びぜんやき, бідзен-які) — традиційна японська кераміка, що виготовляється на території історичної провінції Бідзен, в місті Бідзен префектури Окаяма. Її характерними рисами є червонуватий або брунатний колір, відсутність мурави чи глянцю, наявність слідів від довготривалого випалювання у пічці.